# Clossiana cashmirensis
Clossiana cashmirensis är en fjärilsart som beskrevs av Moore 1874. Clossiana cashmirensis ingår i släktet Clossiana och familjen praktfjärilar. Inga underarter finns listade i Catalogue of Life.